# Palazzetto dello sport Roberta Serradimigni
Il palazzetto dello sport Roberta Serradimigni o PalaSerradimigni è un impianto sportivo polivalente di Sassari; è situato in piazzale Segni e per questo motivo in passato era conosciuto con il nome di PalaSegni, oppure semplicemente come Palasport di Sassari.

## Storia

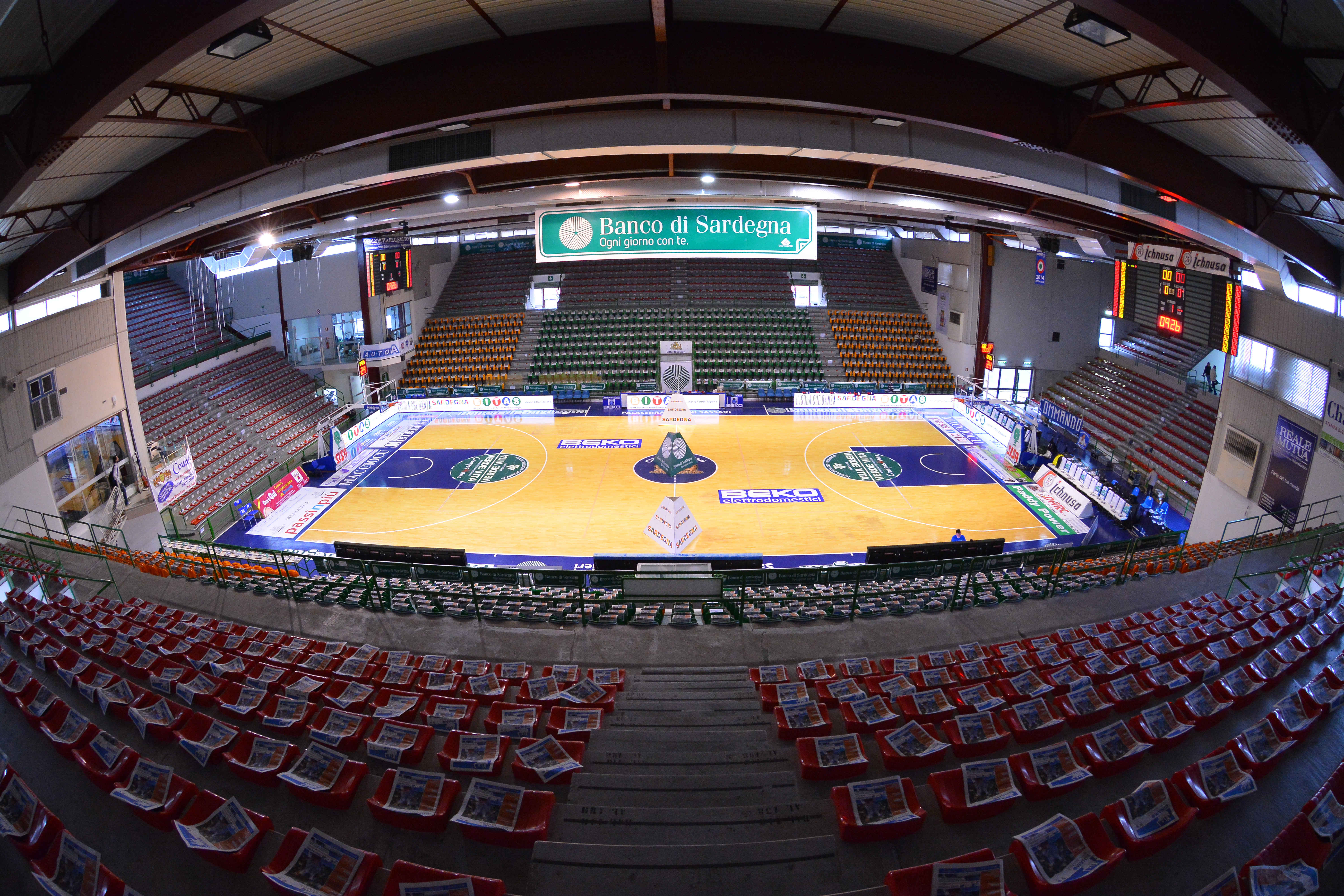
L'interno del palasport nel 2014

Costruito nel 1980 con le sole tribune laterali A e B e una capienza di circa 2500 posti, nel 1992, dopo la promozione in Serie A2 (1989) della Dinamo Sassari, principale squadra di pallacanestro cittadina, sono state aggiunte le gradinate C e D collocate dietro i canestri, arrivando alla capienza di 4.532 posti a sedere, aumentati a 4.984 in occasione delle semifinali play-off 2014. 
Tra il febbraio e il marzo del 2006 si è concretizzata l'intitolazione a Roberta Serradimigni, una delle migliori cestiste sarde approdate ai massimi livelli della disciplina. È stata più volte convocata nelle selezioni nazionali e nel 1980 ha vinto la medaglia d'argento ai Campionati Europei categoria cadette, aggiudicandosi anche il titolo di miglior marcatrice della manifestazione. Morì nel 1996 in un incidente stradale, a soli 32 anni.
Il palazzetto ospita le gare delle più importanti squadre di pallacanestro cittadine come la Dinamo Basket Sassari (Lega A) e la Dinamo Lab (Serie A1 di Basket in Carrozzina). In passato, nell'impianto si sono disputati anche incontri di pallamano e pallavolo maschile e femminile e varie edizioni del Trofeo Internazionale Guido Sieni di judo.
Nell'estate del 2005 è stato rimosso lo storico parquet in legno scuro con aree verdi, sostituito con un nuovo parquet in legno chiaro con le aree blu (che riprendono i colori sociali della Dinamo Basket Sassari). 
A fine settembre 2009 sono stati eliminati i vetri di protezione a fondo campo e dal novembre 2009, dopo quasi 30 anni di utilizzo dei caratteristici canestri a discesa dal soffitto, sono stati posizionati nuovi canestri con base mobile sul parquet.
Nell'estate del 2014 l'impianto luci, oltre a vari altri lavori, è stato sostituito con un moderno impianto a Led per rientrare nei parametri minimi richiesta da Eurolega, sostituzione che colloca il PalaSerradimigni tra le arene più luminose d'Europa.
La struttura ha due tabelloni segnapunti posti in corrispondenza delle gradinate C e D, con la possibilità di inserire le statistiche e i dettagli della partita e dei giocatori in campo. Nel 2015 inoltre è stato piazzato un moderno tabellone centrale modello cubo americano della Bertele.
L'impianto, gestito dalla Polisportiva Athlon, ospita inoltre i principali eventi musicali invernali. Sono inoltre disponibili i servizi di bar, sala convegni, sala stampa con rete WiFi, sala video con 15 posti e centro medico.
Il 15 e 21 agosto 2012 ha ospitato due incontri dell'Italia impegnata contro il Portogallo e la Turchia, valevoli per le qualificazioni al Campionato europeo maschile di pallacanestro 2013. In occasione dell'ultimo incontro è stata posta una targa commemorativa di Roberta Serradimigni all'interno della struttura.
Il 30 giugno 2013 ha ospitato l'incontro di World League di pallavolo tra l'Italia e l'Iran.
Il 4 e 5 ottobre 2014 ha ospitato la Final Four di Supercoppa italiana di pallacanestro maschile 2014.

### Progetto di ristrutturazione
A partire dalla stagione 2014, le positive stagioni sportive della Dinamo hanno cominciato a far emergere i limiti strutturali del Palaserradimigni, il quale risente del peso degli anni e comincia ad essere ritenuto non più funzionale al basket di alto livello sia in relazione alla capienza, ormai sottodimensionata rispetto alle ordinarie richieste di biglietti, ma anche relativamente alla carenza di servizi connessi all'esperienza sportiva. 
L’esigenza di spazi più adeguati e moderni ha così portato il presidente della Dinamo, Stefano Sardara, a cercare soluzioni differenti, inizialmente ipotizzando la costruzione di un nuovo palazzetto e, successivamente, grazie all'accordo con le istituzioni locali, optando per la ristrutturazione dell'impianto esistente, il quale avrebbe cambiato totalmente fisionomia.
La ristrutturazione del Palaserradimigni, cominciata ufficialmente il 26 giugno 2020, durerà circa due anni e servirà per sollevare il tetto del palazzetto (rendendolo strutturalmente autonomo rispetto al resto dell’impianto) e aumentare la capienza complessiva, che raggiungerà i 5.991 posti a sedere.
L’ampliamento dei posti a disposizione avverrà grazie all'innalzamento delle tribune sui lati lunghi del campo, che saranno innalzate fino a raggiungere lo stesso livello delle tribune poste dietro ai canestri. Inoltre, le due tribune principali saranno raccordate, senza soluzione di continuità, con la tribuna C (in cui staziona lo zoccolo duro del tifo sassarese) creando un effetto catino.
Saranno poi rivisti tutti gli spazi interni ed esterni, in modo da rendere, grazie ad un investimento complessivo di circa 10 milioni di euro, l’intero impianto più moderno e funzionale, in linea con gli obiettivi della prima compagine cestistica dell’isola.
Durante l'esecuzione dei lavori la capienza è stata ridotta a 3.500 posti.

## Spettacoli ed eventi

### Musica
il 30 settembre 1994 l'impianto ha ospitato il concerto dei Ramones, uno degli ultimi concerti in Italia prima di sciogliersi definitivamente.
| Data              | Artista            | Tour                       | Spettatori |
| ----------------- | ------------------ | -------------------------- | ---------- |
| 6 gennaio 1989    | Litfiba            | Litfiba 3 Tour             | ?          |
| 7 marzo 1991      | Litfiba            | El Diablo Tour             | ?          |
| 30 settembre 1994 | Ramones            | ?                          | ?          |
| 24 aprile 1997    | Fabrizio De André  | ?                          | ?          |
| 25 aprile 1997    | Fabrizio De André  | ?                          | ?          |
| 26 aprile 1997    | Fabrizio De André  | ?                          | ?          |
| 28 dicembre 2000  | Nomadi             | ?                          | ?          |
| 2 aprile 2002     | Subsonica          | ?                          | ?          |
| 27 febbraio 2003  | Antonello Venditti | ?                          | ?          |
| 18 maggio 2011    | Caparezza          | Le dimensioni del mio caos | ?          |

## Collocazione
L'impianto è raggiungibile attraverso i mezzi urbani dell'ATP Sassari con la linea 8 (la quale parte dalla Stazione di Sassari) e dalla CS (Circolare Sinistra) alla fermata Piazzale Segni. 
In auto è raggiungibile dalla SS 131, da cui bisogna prendere l'uscita per Viale Italia, svoltare a destra in Via Parigi, e subito a sinistra in Via Washington; arrivati all'altezza del Comando Carabinieri, occorre girare a destra subito prima della rotatoria e percorrere via Verona e via Milano proseguendo sempre dritti al semaforo e alle successive due rotatorie; alla terza rotatoria svoltare in via Vardabasso: all'incrocio con Via Carlo Felice percorrere dritti la rotatoria e successivamente svoltare a sinistra. Si arriva infine in Piazzale Segni, dove si trova un ampio parcheggio.